# 介壽獅子市場

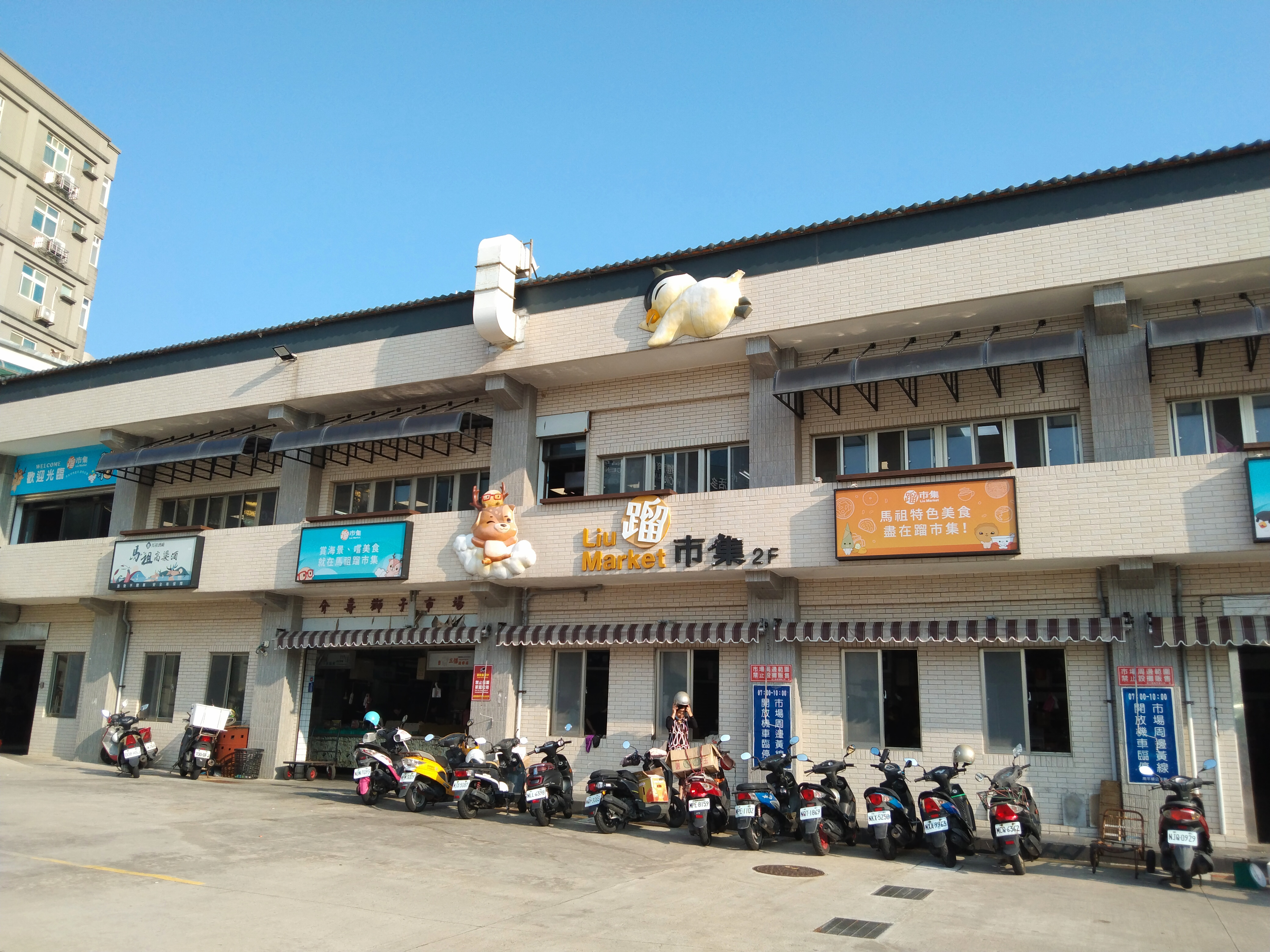
介壽獅子市場

介壽獅子市場是位於中華民國連江縣南竿鄉介壽村的公有市場建築，啟用於1979年9月30日。命名乃起因於國際獅子會捐款協建之故。一樓為傳統市場，二樓為熟食販賣區，經整修後於2022年12月以『蹓市集』之名重新開幕。